# Josef Gossel
Josef Gossel oder Joseph Gossel (geboren 27. Juli 1852 in Norden, Königreich Hannover; gestorben 27. Januar 1932 in Köln) war ein deutscher Rabbiner und Schriftsteller.

## Leben

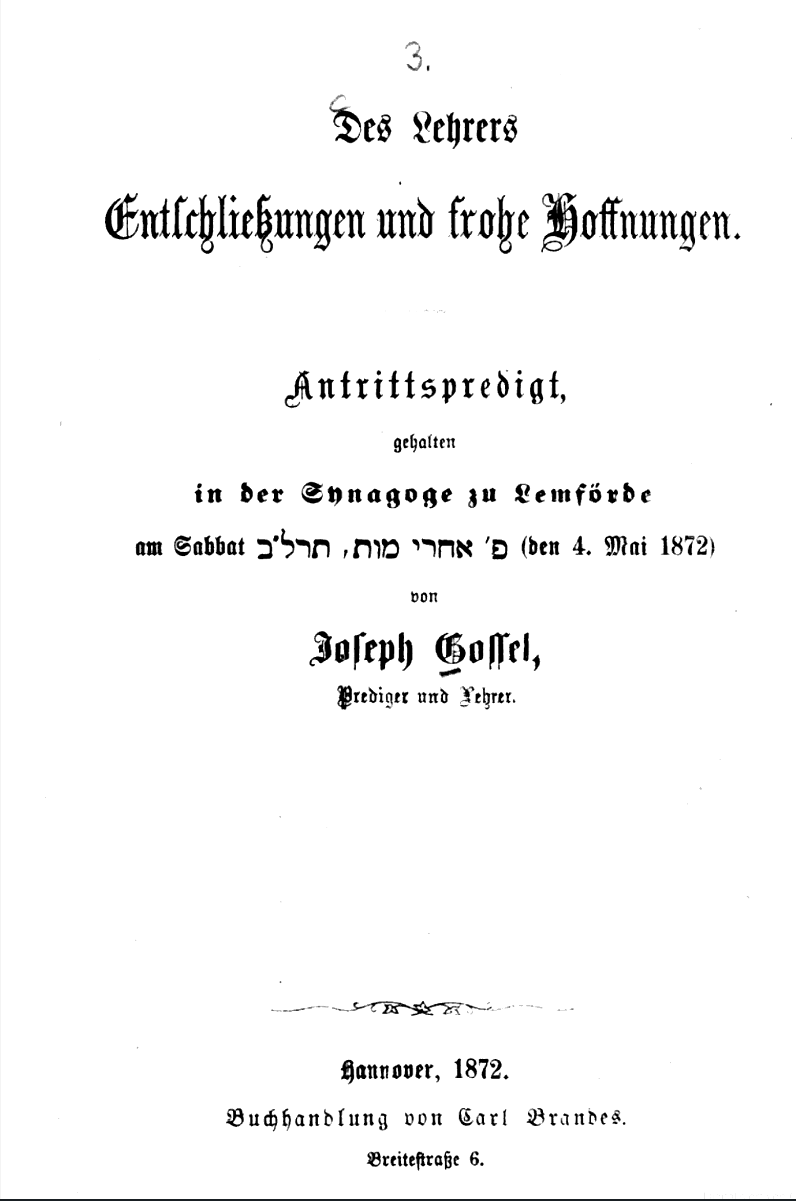
Titelblatt der Antrittspredigt Gossels 1872 in der Lemförder Synagoge;
Buchhandlung von Carl Brandes in Hannover

Der 1852 geborene Gossel trat seine erste Stelle als Lehrer und Prediger in Lemförde an, wo er in der Lemförder Synagoge am Sabbat, den 4. Mai 1872 als beinahe noch Jugendlicher seine Antrittspredigt hielt. Diese Predigt machte er noch im selben Jahr einem breiteren Publikum zugänglich über den in Hannover sitzenden Verlag der Buchhandlung von Carl Brandes, die auch Schriften mit hebräischen Lettern im Programm hatte.
Wenig später wurde „dem Schulamts-Kandidaten Joseph Gossel aus Norden“ 1874 die vakante Lehrerstelle bei der jüdischen Elementarschule in „Camen“ im Kreis Hamm kommissarisch übertragen. 1883 nahm der Kamener Bürgermeister Anstoß an den mittlerweile zum Kultusbeamten aufgestiegenen Gossel, da dieser bei seinen Gottesdiensten eine Ornat-artige Tracht ähnlich der von protestantischen Pfarrern trug.
1899 feierte Gossel sein 25. Ortsjubiläum in Kamen. Bei der Einweihung der neuen katholischen Kirche in Kamen hielt Gossel eine Tischrede, in der er an das Einvernehmen „zwischen Mitgliedern der katholischen und denen der jüdischen Gemeinde“ erinnerte und daran, dass Mitglieder der katholischen Gemeinde im Vorjahr auch an den Feierlichkeiten zur Einweihung der neuen Synagoge in Kamen teilgenommen hatten. Er erinnerte zudem an die Teilnahme von zwei Kamener Juden am Deutsch-Französischen Krieg 1870/71.
„Frau Gosell“ war gemeinsam mit „Frau Stern“ 1909 und 1911 Vorsitzende des Kamener Israelitischen Frauenvereins. 1912 übersiedelte Gossel – nachdem er 38 Jahre in der Kamener Gemeinde gedient hatte –  in den Ruhestand nach Köln. Er wohnt dort zuletzt am Deutschen Ring (nun: Theodor-Heuss-Ring).
Gossel starb verwitwet 1932 im Alter von 79 Jahren im damaligen Israelitischen Asyl für Kranke und Altersschwache.

## Schriften (Auswahl)
- Des Lehrers Entschließungen und frohe Hoffnungen : Antrittspredigt, gehalten in der Synagoge zu Lemförde am Sabbat ... (den 4. Mai 1872) / von Joseph Gossel, Prediger und Lehrer, Hannover: Buchhandlung von Carl Brandes, 1872; Digitalisat der Universitätsbibliothek Johann Christian Senckenberg
- J. Gossel (Hrsg.): Sprichwörtliche Redensarten mit ihren Erklärungen, Berlin: Stubenrauch, 1880
- Rede gehalten am Grabe der ... Frau Wwe. Gabriel Philipp van Perlsein, Eleonore geb. Ciohen aus Düsseldorf. Gestorben ... in Camen am zweiten ..., M. DuMont-Schauberg, Köln, [1881]
- Die Reise durch Europa. Ein geographisches Gedicht neu herausgegeben von Josef Gossel, Berlin: Stubenrauch, 1881
- Humoresken. In Gabelsbergers stenographische Schrift übertragen, [Hildburghausen], [1891]
- Emēq hab-bḵ̄ā / Thal der Thränen. Grabreden, Frankfurt am Main: Kauffmann, 1892
- Populär-wissenschaftliche Vorträge über jüdische Geschichte und Literatur, Band 1, Frankfurt am Main: J. Kauffmann [1902]; online-Zugang
- Was ist und was enthält der Talmud?, Frankfurt am Main: J. Kauffmann, 1907; online-Zugang
- Czem jest i czego nas uczy Talmud? / I. Gossel ; przekł. z niem. Marja Blumberg, Łódź: J. Jawitz [1914]
- Dichterworte. Gesichtet und in Gabelsbergers stenographische Schrift übertragen von Josef Gossel (= Gabelsberger-Bibliothek, Serie S, Bd. 179), Wolfenbüttel: Heckner [1914]
- Buch der Wortspiele, 1.–4. Tsd., Köln am Rhein: Hoursch & Bechstedt, 1923